# J-League Dynamite Soccer 64
J-League Dynamite Soccer 64 (Ｊリーグダイナマイトサッカー64) és un videojoc de futbol per la Nintendo 64. Va ser llançat al Japó el 1997. El videojoc té la llicència dels jugadors de la lliga japonesa J-League.